# 認定血液検査技師
認定血液検査技師（にんていけつえきけんさぎし）とは、認定血液検査技師制度協議会の審査により付与された認定資格である。

## 目的
血液検査分野における高度の学識と技術を有する臨床検査技師の育成を図り、より良質な医療を国民に提供することを目的としてこの制度を導入する。

## 受験申請資格
次の各項の全てを満たしていなければならない。
1. 臨床検査技師とする。
2. 申請時において、原則として現在および通算して3年以上日本検査血液学会、日本臨床衛生検査技師会、日本臨床検査医学会、日本血液学会、日本血栓止血学会のいずれかの会員であること。ただし、認定時には日本検査血液学会の会員であることを必要とする。
3. 血液検査歴3年以上の検査業務経験を有していること。
4. 学術論文、学会発表等の業績発表、学会、研修会参加、血液 検査に関連した各種学会、講演会、研修会での活動による認定血液検査技師申請の資格審査基準に必要な50単位を取得していること。

## 審査方法
1. 筆記試験は、出題数50題。問題解答はマークシート形式、視覚教材使用あり。
2. 細胞形態試験（末梢血、骨髄の細胞画像）は、出題数50題。問題解答はマークシート形式。
3. 実技試験は、2科目（末梢血の形態、骨髄の形態）症例問題形式、動画（形態観察）による出題。問題解答は記述式。
4. 血液一般およびリンパ節の内容は、筆記試験（カリキュラム参照）にて問う。